# Namibia Rugby Union
Die Namibia Rugby Union (NRU) ist der nationale Dachverband für Rugby Union und Siebener-Rugby in Namibia. Der im Jahr 1990 gegründete Verband hat seinen Sitz in Windhoek. Seitdem vertritt er Namibia beim Weltverband World Rugby und beim Kontinentalverband Rugby Africa.

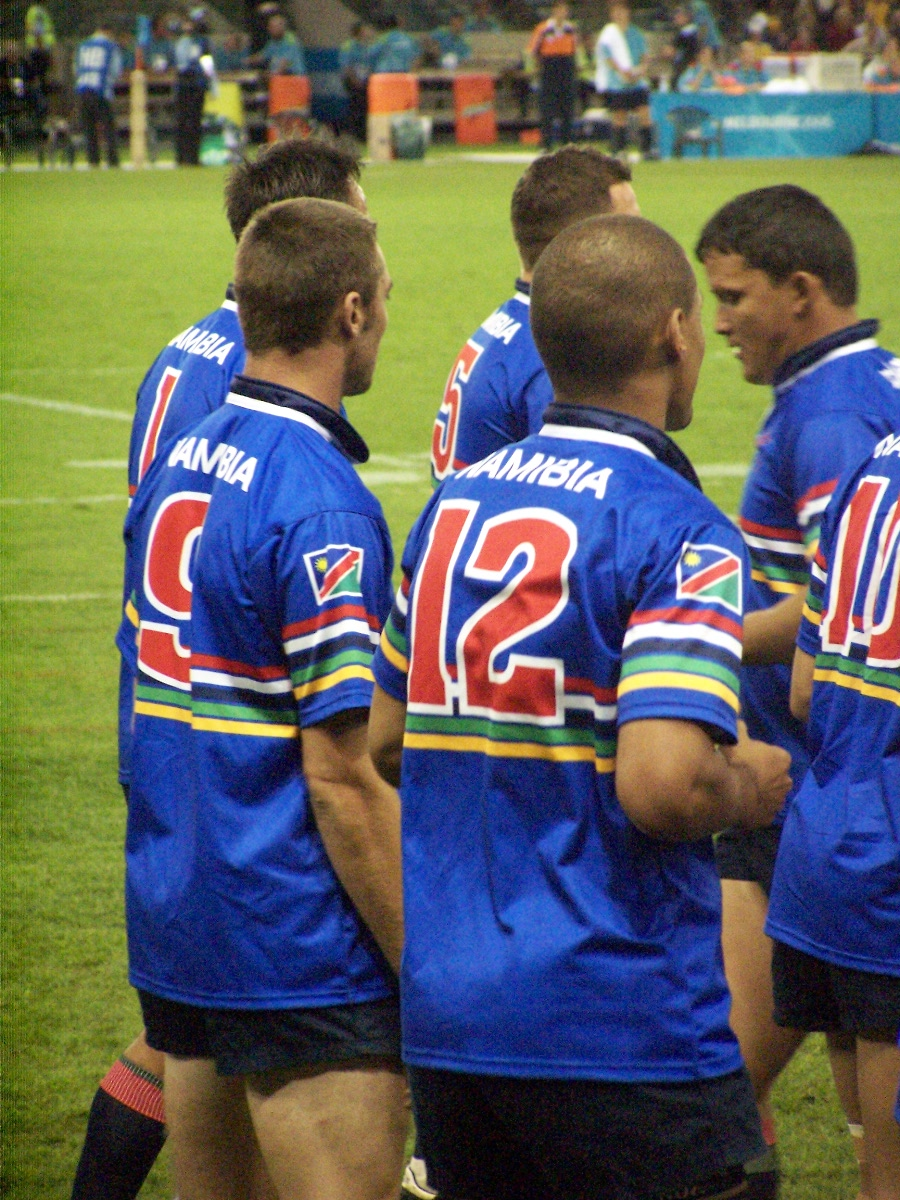
Namibische Siebener-Rugby-Nationalmannschaft

Das Nationalstadion für Rugby ist das Hage-Geingob-Stadion in Windhoek. Es fasst 12.000 Zuschauer.

## Aufgabe
Die Namibia Rugby Union stellt die Namibia vertretenden Nationalmannschaften, einschließlich der für die Männer, Frauen und Jugend, zusammen. Daneben organisiert der Verband das Kinder- und Jugend-Rugby in Namibia. Kinder und Jugendliche werden bereits in der Schule an den Rugbysport herangeführt und je nach Interesse und Talent beginnt dann die Ausbildung. Wie andere Rugbynationen verfügt Namibia über eine U-20-Nationalmannschaft, die an den entsprechenden Weltmeisterschaften teilnimmt. Ebenso ist die Namibia Rugby Union verantwortlich für die namibische Siebener-Rugby-Nationalmannschaft und da Siebener-Rugby eine olympische Sportart ist, arbeitet sie hier mit dem Namibia National Olympic Committee zusammen.
Der Verband organisiert auch den nationalen Spielbetrieb. Die höchste Rugby-Union-Liga Namibias ist die Rugby Premier League (RPL) mit acht Mannschaften. Ein Großteil der für die Nationalmannschaft antretenden Spieler speist sich seitdem aus dieser Liga, weitere Spieler sind vor allem in Südafrika und Frankreich tätig.

## Geschichte
Noch während des Ersten Weltkriegs wurde 1916 in Windhoek der Regionalverband Damaraland Rugby Football Union gegründet. Der Regionalverband unterstand organisatorisch dem South African Rugby Board, dem Vorgänger der heutigen South African Rugby Union. 1952 benannte sich der Regionalverband in South West Africa Rugby Football Union (SWARFU) um. Die Namibia Rugby Union wurde 1990 als Nachfolger der SWARFU gegründet und im selben Jahr Vollmitglied des International Rugby Football Board (IRFB, heute World Rugby). Die NRU ist außerdem seit 1990 Mitglied des vier Jahre zuvor gegründeten Kontinentalverbands Rugby Africa. Seit August 2018 ist Rugby eine der Nationalsportarten Namibias.

## Logo
Das Logo der Namibia Rugby Union zeigt einen stilisierten Schreiseeadler, das Wappentier Namibias. Der Spitzname der Nationalmannschaft lautet Welwitschias, abgeleitet von der gleichnamigen Nationalpflanze Namibias.

## Rugby Union

### Ligen
- Rugby Premier League
- Rugby First League
- U19-Rugby-Super-League (2007–2010 Meister: Windhoek High School)

### Nationalmannschaft
- Namibische Rugby-Union-Nationalmannschaft
- Namibische Frauen-Rugby-Union-Nationalmannschaft

### Vodacom Cup
- 2010 Vodacom Cup in  Südafrika: vorletzter Platz
- 2015 Vodacom Cup in  Namibia: 7. Platz
- 2017 SuperSport Rugby Challenge: laufende Saison

## Siebener-Rugby
Die Namibische Siebener-Rugby-Nationalmannschaft der Männer nahm an den Siebener-Rugby-Rugby-Weltmeisterschaften 1993 und 1997 teil. Größter Erfolg war der Gewinn der Trostrunde beim South Africa Sevens 2001 in Südafrika.